# Кэмпбелл, Колин (хоккеист на траве)
Колин Герберт Кэмпбелл (англ. Colin Herbert Campbell; 4 ноября 1887, Ростер, Стаффордшир — 25 августа 1955, Стаффорд) — британский хоккеист на траве, полузащитник. Олимпийский чемпион 1920 года.

## Биография
Колин Кэмпбелл родился 4 января 1887 года в британской деревне Ростер в богатой семье.
Участвовал в Первой мировой войне. Служил в Королевской полевой артиллерии.
Играл в хоккей на траве за «Стаффорд», «Вулверхэмптон», сборные Стаффордшира и Центра.
В 1920 году вошёл в состав сборной Великобритании по хоккею на траве на летних Олимпийских играх в Антверпене и завоевал золотую медаль. Играл на позиции полузащитника, провёл 1 матч, мячей (по имеющимся данным) не забивал.
Занимался семейным бизнесом, который включал в себя компании The Campbell Tile Company (строительство и дизайн) и Mintons Chinaware (керамика), накопив наследство в 123 тысяч фунтов стерлингов. Mintons Chinaware в 1968 году вошла в керамическую компанию Royal Doulton Company.
В 1920-х годах передал ценную глиняную посуду лондонскому Музею Виктории и Альберта.
Умер 25 августа 1955 года в британском городе Стаффорд.